# Jaume Sala i Pasqual
Jaume Sala i Pasqual (Mataró, 17 de març de 1576 - 17 de desembre de 1644) fou un prevere català.

## Biografia
Fill de Pau Sala, un mercader mataroní que feia negocis marítims amb les Illes Balears, i fins i tot amb Lisboa, on exportava vi, i de Joana Pascual, va viure al carrer del Pou de Vall, actual carrer de l'Hospital de Mataró. Segons consta a la partida de naixement, estudià gramàtica a Mataró, filosofia a Barcelona i, amb vint-i-quatre anys, teologia. Rebé les quatre ordes menors a Barcelona on fou ordenat sacerdot el 22 de setembre del 1601, actuà com a beneficiari de la parròquia de Santa Maria de Mataró.

## Hospital de Sant Jaume i Santa Magdalena
Pocs dies abans de morir, el desembre de 1644, Sala va deixar escrit en el seu testament la decisió de donar habitatges, terres i diners per a la construcció d'un nou hospital a la ciutat de Mataró. Aquesta institució havia d'integrar l'única atenció hospitalària que hi havia fins aleshores a la ciutat, Santa Magdalena, un hospital de l'època medieval que estava situat on ara hi ha l'Ajuntament de Mataró. Sala va posar-hi dues condicions: poder decidir com havia de dir-se (així, si mai, els marmessors tenien a bé de fusionar l'antic hospital de Santa Magdalena en un únic centre hospitalari, aquest s'hauria d'anomenar Hospital de Sant Jaume i Santa Magdalena, com va ocórrer finalment) i, el més important, que havia d'atendre els sectors més desfavorits de la societat, els pobres, fossin sans o malalts, que eren, al final, la gran majoria de la població.